# سیکلوآلکن
سیکلوآلکن (به انگلیسی: cycloalkene) یا سیکلوالفین (به انگلیسی: cycloolefin) گونه‌ای هیدروکربن آلکن است که یک حلقهٔ بستهٔ اتم کربن دارد اما هیچ ویژگی آروماتیکی نداشته باشد. برخی سیکلوآلکن‌ها مانند سیکلوبوتن و سیکلوپنتن را می‌توان به عنوان تکپار در تولید زنجیره‌های بسپار بکار برد. سیکلوآلکن‌ها همیشه ایزومر سیس اند، مگر اینکه حلقه بسیار بزرگ باشد البته عبارت «سیس» از نام آن‌ها برداشته شده‌است. در یک حلقهٔ بزرگ ممکن است پیوند دوگانهٔ ترنز trans پدید آید که در این صورت نام آن ترنز-سیکلوآلکن می‌شود.

## نمونه

سیکلوپروپن
سیکلوبوتن
سیکلوپنتن
سیکلوهگزن
سیکلوهپتن
۳،۱-سیکلوهگزادین
۱،۴-سیکلوهگزادین
۱،۵-سیکلواوکتادین